# Min søsters mand
|  | Denne artikel er oprettet af botten Steenthbot ud fra en ekstern database. Den kan derfor have sproglige fejl eller mangler. Denne skabelon kan fjernes efter kontrol af indholdet. |

Min søsters mand er en dansk børnefilm fra 2016 instrueret af Pernille Hyllegaard Lund.

## Handling
Den 25-årige Thor har længe haft en stor hemmelighed, som han har besluttet sig for at afsløre. I hans søgen efter den mindst smertelige tilståelse rådgiver storesøsteren Amalie ham intetanende om, at hun selv er hovedpersonen i Thors dilemma.

## Medvirkende
- Rasmus Borst, Thor
- Julie Christiansen, Amalie
- Peter Zandersen, Paw
- Claus Nederby-Hansen, Mand i bil